# جماعة الجهاد الإسلامية اللبنانية
حركة الجهاد الإسلامي أو منظمة الجهاد الإسلامي هي  حركة إسلامية شيعية لبنانية اشتهرت في أوخر السبعينات الميلادية والثمانينات وقامت بعدة عمليات في الداخل اللبناني في الحرب الأهلية اللبنانية والخارج اللبناني باستهداف سفارات وتبني اغتيالات واختطافات، انحلت لاحقًا وأصبحت تحت لواء حزب الله اللبناني. وأعنف عملياتها الداخلية تفجيرات بيروت عام 1983م.

## عمليات الجماعة

### التفجيرات
- هجوم سيارة مفخخة على السفارة الفرنسية في بيروت مما أسفر عن مقتل 12 وجرح 27 وكان ذلك في 1 شعبان 1402هـ الموافق لـ 24 مايو 1982م.و السبب هو معاقبة فرنسا على بيعها الأسلحة إلى العراق أثناء الحرب الإيرانية العراقية.
- تفجير السفارة الأمريكية في بيروت في 6 رجب 1403هـ الموافق لـ 18 أبريل 1983م ،حيث انفجرت سيارة فان يقودها انتحاري محملة بطن من المتفجرات. قُتل 63 شخصا، 17 منهم أمريكيين، بما في ذلك 9 من عملاء المخابرات المركزية الامريكية كانوا في بيروت لحضور اجتماع.[2]
- تفجيرات بيروت 1983 ،حيث قامت جماعة الجهاد الإسلامية بتفخيخ شاحنتين واستهدف مبنيين للقوات الأميركية والفرنسية في بيروت قتل فيه 299 جنديا أمريكيا وفرنسيا في 17 محرم 1404هـ الموافق لـ23 أكتوبر 1983م.
- في 16 ربيع الأول من عام 1408هـ الموافق لـ 26 أكتوبر 1988م، اغتيل السكرتير الثاني بالسفارة السعودية في العاصمة التركية أنقرة عبد الغني بن عبد الحميد بديوي.

### الخطف
- في 8 رمضان 1404هـ الموافق لـ 6 مارس 1984، اختطف وليام فرانسيس بكلي الذي كان ضابطًا في جيش الولايات المتحدة ورئيسًا لمحطة وكالة المخابرات المركزية (سي آي إيه) في بيروت. تدعي جماعة الجهاد الإسلامي انها قتلته يوم 19 محرم 1406هـ الموافق لـ 3 أكتوبر عام 1985، وتم نشر صور مزعومة لجثته في صحيفة بيروت. ذكرت تقارير صحفية أن باكلي نقل إلى إيران، حيث تعرض للتعذيب وقتل.[3]
- في 14 ربيع الثاني من عام 1404هـ الموافق لـ 17 يناير 1984 اختُطف القنصل السعودي في بيروت حسين عبد الله محمد فراش.
- في 3 رمضان 1405هـ الموافق لـ 22 مايو 1985، خطفت جماعة الجهاد الإسلامي المواطن الفرنسي ميشال سورا ثم قتلته بعد ذلك ونشرت صورة جثته في 1جمادى الثانية 1406هـ الموافق لـ 10 فبراير 1986م.

## تراجع الجماعة وانحلالها
وقع آخر هجوم حمل اسم جماعة الجهاد الإسلامي اللبنانية كجماعة مستقلة في 14 رمضان 1412هـ الموافق لـ 17 مارس 1992م، عندما فجروا السفارة الإسرائيلية في بوينس آيرس في الأرجنتين، انتقاما لمقتل أمين عام حزب الله السابق عباس الموسوي.